# 양선수
양선수 또는 양선수 끝내기는 쌍방 중 어느 쪽이 먼저 두어도 선수로 끝내기를 할 수 있는 곳이다.